# 俞林 (作家)
俞林（1918年—1986年），原名赵凤章，河北河间人。中国作家、小说家。中国文联第四届委员、江西省文联原主席；中国作家协会第三至四届理事、江西分会原主席。

## 生平
1918年生于直隶省河间县三十里铺。幼时在家读私塾，后赴北平读高中。1938年入读燕京大学西语专业。1940年6月加入中国共产党。1941年赴晋察冀边区工作，历任中共中央北方局宣传干事、华北联合大学教育学院教员。抗日战争结束后，著有短篇小说《老赵下乡》和《家和日子旺》。
1949年赴武汉工作，历任中南文艺学院副院长、《长江文艺》副主编。1953年当选中南作协副主席，1955年当选中国作协武汉分会副主席。1955年至1956年，在外交部工作。1957年，被定为右派分子。1958年，调到《人民文学》编辑部工作。1962年至1966年，在江西主编《星火》杂志。
文化大革命期间被关进监狱长达7年之久。1975年回《江西文艺》编辑部工作。1979年获得平反。之后历任中共江西省委宣传部副部长、江西省文化局局长等职。当选中国文联第四届委员、江西省文联主席；中国作家协会第三至四届理事、江西分会主席。
1986年1月因患脑溢血在南昌逝世。

## 延伸阅读
- . 百花洲文艺出版社. 2006. ISBN 9787806478097.